# Pierre Grasset
Pour les articles homonymes, voir Grasset.
Pierre Alexandre Grattard, dit Pierre Grasset, né le 24 octobre 1921 à Pont-à-Mousson et mort le 15 septembre 2010 dans le 15e arrondissement de Paris, est un acteur, scénariste et réalisateur français.

## Filmographie

### Comme acteur
- 1955 : Du rififi chez les hommes  de Jules Dassin : Louis Grutter dit "Louis le Tatoué"
- 1955 : Série noire de Pierre Foucaud
- 1956 : Mémoires d'un flic de Pierre Foucaud et André Hunebelle : L'inspecteur Théo
- 1959 : La Valse du Gorille de Bernard Borderie (non crédité)
- 1959 : Deux hommes dans Manhattan de Jean-Pierre Melville : Pierre Delmas
- 1961 : Me faire ça à moi de Pierre Grimblat : Martin
- 1961 : En pleine bagarre de Giorgio Bianchi : Jack, l'américano
- 1966 : Le Deuxième souffle de Jean-Pierre Melville : Pascal
- 1972 : L'Héritier de Philippe Labro : Pierre Delmas
- 1974 : À dossiers ouverts, série télévisée en 25 épisodes de Claude Boissol - épisode : Piège sur l'autoroute
- 1975 : Quand la ville s'éveille de Pierre Grasset : Julien Leroy

### Comme scénariste et réalisateur
- 1975 : Quand la ville s'éveille